# Aldrig i livet
Aldrig i livet er en kortfilm fra 1982 instrueret af Ingrid Oustrup Jensen efter eget manuskript.

## Handling
Novellefilm om en gammel mand, hvis hus trues af nedrivning, mens han trues med anbringelse på plejehjem.